# Eulithis explanata
Eulithis explanata là một loài bướm đêm trong họ Geometridae.